# Timanaes
Los timanaes fueron un pueblo indígena que habitaba durante la conquista española en el Valle del Río Timaná y por todo la riba derecha del río Magdalena hasta la desembocadura del río Suaza en el departamento colombiano del Huila. 
Según los cronistas castellanos Herrera y Fray Pedro Simón, el origen del municipio de Timaná corresponde a la existencia en esta zona de la tribu de los indios timanaes, yalcones y apiramas, mandados por los caciques Inando, Pionza, Añolongo, Meco, Timano y la Gaitana. Según el jesuita Juan de Velasco, el territorio de los timanaes estaba entre el de los paeces (al occidente) y el de los andaquíes (al oriente).
Aunque para algunos estudiosos, hablaban una lengua de la familia lingüítica chibcha, Adelaar considera el idioma como una lengua no clasificada por falta de datos seguros.